# آرلینگتون، ایست ساسکس
آرلینگتون، ایست ساسکس (به انگلیسی: Arlington, East Sussex) یک روستا و محله مدنی در بریتانیا است که در ویلدن واقع شده‌است. آرلینگتون ۱۸٫۴ کیلومتر مربع مساحت و ۴۹۰ نفر جمعیت دارد.